# Suka Mulia Hulu
Suka Mulia Hulu is een bestuurslaag in het regentschap Deli Serdang van de provincie Noord-Sumatra, Indonesië. Suka Mulia Hulu telt 179 inwoners (volkstelling 2010).